# Seznam chráněných území v okrese Turčianske Teplice
Toto je seznam chráněných území v okrese Turčianske Teplice aktuální k roku 2017, ve kterém jsou uvedena chráněná území v oblasti okresu Turčianske Teplice.
| Kód  | Obrázek            | Typ | Název               | Rozloha (ha) | Galerie Commons                                  | Popis území | Souřadnice                       |
| ---- | ------------------ | --- | ------------------- | ------------ | ------------------------------------------------ | ----------- | -------------------------------- |
| 1109 |                    | CHA | Diviacke kruhy      | 1,96         |                                                  |             |                                  |
| 1126 | Ivančinské močiare | CHA | Ivančinské močiare  | 2,93         |                                                  |             |                                  |
| 286  |                    | CHA | Jazernické jazierko | 0,16         |                                                  |             |                                  |
| 997  | Mošovské aleje     | CHA | Mošovské aleje      | 305,55       |                                                  |             | 48°54′49″ s. š., 18°53′39″ v. d. |
| 1110 |                    | NPR | Svrčinník           | 222,49       |                                                  |             |                                  |
| 458  |                    | NPR | Turiec              | 89,29        |                                                  |             |                                  |
| 487  | Popis obrazku      | NPR | Vyšehrad            | 48,65        | Kategorie „Vyšehrad (Žiar)“ na Wikimedia Commons |             | 48°52′39″ s. š., 18°41′50″ v. d. |
| 902  |                    | CHA | Žarnovica           | 1,85         |                                                  |             |                                  |

## Zrušená chráněná území
| Kód | Obrázek | Typ | Název                  | Rozloha (ha) | Galerie Commons | Popis území | Souřadnice |
| --- | ------- | --- | ---------------------- | ------------ | --------------- | ----------- | ---------- |
| 400 |         | NPR | Rakšianske rašelinisko | 5,53         |                 |             |            |
| 469 |         | NPR | Veľká Skalná           | 645,23       |                 |             |            |